# Sisak
Sisak (IPA: ˈsiːsak, in tedesco Sissek; in ungherese Sziszek) è una città della Croazia, capoluogo della regione di Sisak e della Moslavina.

## Geografia
Sisak è situata a circa 50 km sud-est di Zagabria e sorge alla confluenza dei fiumi Kupa e Sava; di quest'ultimo è il porto navigabile più lontano dalla foce.

## Storia
La città di Siscia era un antico oppidum dei Pannoni. Occupata da Ottaviano nel corso delle campagne del 35-33 a.C., divenne importante fortezza militare almeno fino alla metà del I secolo. Dal 262 fu anche sede di una zecca.
Il 22 giugno 1941 si formò  a Sisak il primo distaccamento partigiano per la lotta contro gli occupanti nazisti.

## Società

### Religione
Dal 2009 è sede vescovile.

## Infrastrutture e trasporti

### Ferrovie
La città è servita da una propria stazione ferroviaria posta lungo la linea Zagabria-Novska.

### Porti
La via d'acqua tra Sisak e Belgrado, luogo di confluenza tra Sava e Danubio, è interamente navigabile e, per questa ragione, la città possiede il maggior porto fluviale della Croazia.